# Sulfonato

Estrutura de grupo sulfonato típico.

Em química orgânica, um sulfonato é um íon que contém o grupo funcional -SO3−. Sua fórmula geral é RSO3−, onde R é algum grupo orgânico, sendo a base conjugada do correspondente ácido sulfônico com fórmula RSO2OH.
Os sulfonatos, sendo bases fracas, são bons grupos salientes em reações SN1, SN2, E1 e E2.
É usual utilizar-se o termo sulfonato para referir-se a compostos que contenham este grupo funcional, seja na forma de sal iônico ou formando um composto covalente de tipo éster RSO2OR'.

## Exemplos
- Íon mesilato (metanossulfonato), CH3SO2O− (MsO−)
- Íon triflato (trifluorometanossulfonato), CF3SO2O− (TfO−)
- Íon tosilato (p-toluenossulfonato), CH3C6H4SO2O− (TosO− ó TsO−)
- Íon besilato (benzenosulfonato), C6H5SO2O−

As denominações anteriores se aplicam tanto a sais como ésteres assim como a ânions.